# اكتناف
الاكتناف يصف أحد الأنواع الخمسة الرئيسة لحركات الخلايا التي تحدث في مرحلة تكون المعيدة للتطور الجنيني لبعض الكائنات الحية. الاكتناف هو انتشار وترقق الأديم الظاهر بينما تنتقل طبقات الأديم الباطن والأديم المتوسط إلى داخل الجنين.

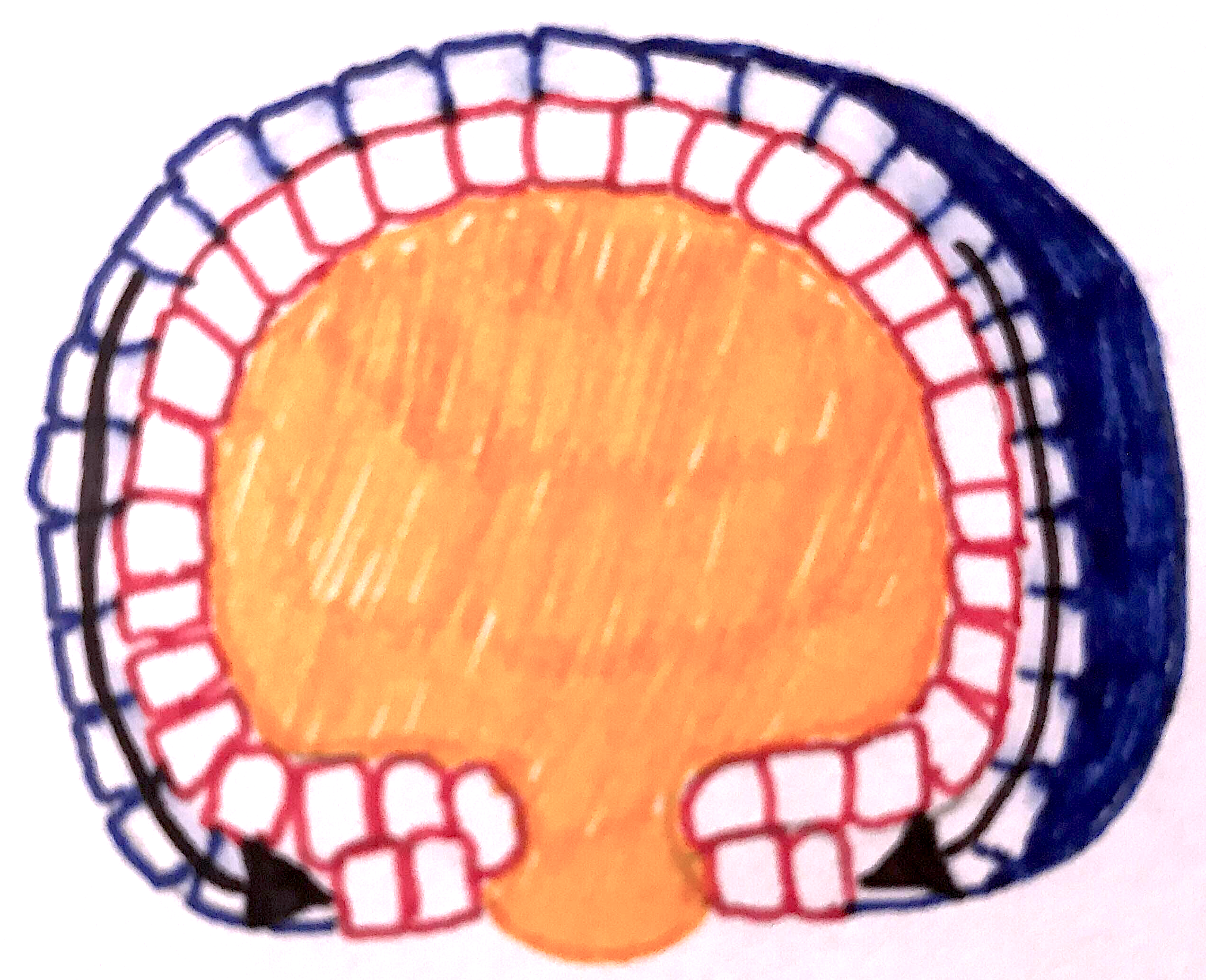
حركة الخلايا خارج الرحم أثناء التضميد